# Tonnerrois (pays LOADDT)
 (juillet 2025).
Motif : Sans sources, structure sans fiscalité propre de moins de 50000 habitants.
- Archive Wikiwix
- Bing
- Cairn
- DuckDuckGo
- E. Universalis
- Gallica
- Google
- G. Books
- G. News
- G. Scholar
- Persée
- Qwant
- (zh) Baidu
- (ru) Yandex
- (wd) trouver des œuvres sur Wikidata

| 1. | Préciser le motif de la pose du bandeau. | Précisez le motif de la pose du bandeau en utilisant la syntaxe suivante : {{admissibilité à vérifier\|date=juillet 2025\|motif=remplacez ce texte par le motif}}                             |
| 2. | Informer les utilisateurs concernés.     | Pensez à avertir le créateur de l'article, par exemple, en insérant le code ci-dessous sur sa page de discussion : {{subst:avertissement admissibilité à vérifier\|Tonnerrois (pays LOADDT)}} |

Ne doit pas être confondu avec Tonnerrois.
Le pays du Tonnerrois était un Pays du département de l'Yonne et de la région Bourgogne-Franche-Comté.

## Localisation
Le Pays du Tonnerrois se situait à l'est du département français de l'Yonne (Bourgogne-Franche-Comté). Il partage une frontière avec le département de l'Aube (Champagne-Ardenne).

Son territoire s'étend sur 1 210 km2 et compte près de 25 000 habitants.
Il a été dissout le 14 décembre 2016.

## Membres
Le pays du Tonnerrois réunit :
- la communauté de communes Le Tonnerrois en Bourgogne (52 communes)
- la communauté de communes du Florentinois (15 communes)
- la communauté de communes du Pays chablisien (25 communes)
- la communauté de communes du Serein (39 communes)

## Administration
Le pays du Tonnerrois est porté par un syndicat mixte, dirigé par un comité. Ce dernier est composé de délégués, élus, d'une part, par les conseils municipaux des communes membres, et, d'autre part, par les organes délibérants des communautés de communes adhérentes. Le nombre de délégués est fixés à 1 par commune avec 1 délégué suppléant.
Le comité élit à son tour, parmi ses membres, un président et cinq vice-présidents.
| Période                                  | Période | Identité           | Étiquette | Qualité        |
| ---------------------------------------- | ------- | ------------------ | --------- | -------------- |
| mai 2014                                 |         | Pascal LENOIR      | PS        | Président      |
|                                          |         | Didier BAUDOIN     |           | Vice-président |
|                                          |         | Hubert DAFFIX      |           | Vice-président |
|                                          |         | Jean-Marie MAURICE |           | Vice-président |
|                                          |         | Michel FOURREY     |           | Vice-président |
|                                          |         | Jean-Claude GALAUD |           | Vice-président |
| Les données manquantes sont à compléter. |         |                    |           |                |

## Activités
Les principales activités du syndicat sont :
- la mise en œuvre d'une politique d'accueil des nouveaux ménages et des entreprises
- l'aide aux porteurs de projets à la recherche de financements publics
- l'aide à la réhabilitation des logements insalubres
- la valorisation et la promotion des patrimoines architectural, naturel et culturel locaux
- l'amélioration de la mobilité
- la coordination de l'offre de soins et de prévention
- l'orientation du territoire vers un développement durable

## Partenaires
Pour mener à bien ses projets de développement et de valorisation de son territoire, le pays bénéficie du soutien de:
- l'Agence nationale de l'habitat (ANH)
- le Conseil régional de Bourgogne
- la Direction régionale de l'alimentation, de l'agriculture et de la forêt de Bourgogne (DRAAF)
- la Agence régionale de santé
- le Conseil général de l'Yonne
- la Préfecture de l'Yonne
- la Direction départementale des territoires (DDT)
- la Chambre de commerce et d'industrie de l'Yonne (CCI)
- la Chambre des métiers et de l'artisanat de l'Yonne (CMA)

## Économie
L'économie du pays repose sur l'activité tertiaire (notamment le commerce de proximité et l'artisanat), l'industrie, et sur l'agriculture (céréales, vigne ...).

## Liens